# Součkův dům
Součkův dům (též zvaný Městský dům Hanačka) je památkově chráněný městský dům č.p. 2992 v Prostějově na rohu ulice Hanačka a Rejskova. Byl postaven v centru města roku 1902. Jeho architektem je Vladimír Fišer a autorem fresek na fasádě Jano Köhler.